# ГЕС Jostedal
ГЕС Йостедал (Jostedal) – гідроелектростанція на півдні Норвегії, за 120 км на південний схід від Олесунна. Використовує ресурс із річки Jostedøla (Jostedalselva), яке бере початок з льодовика Йостедал (Jostedalsbreen) та впадає до Gaupnefjorden, малої затоки Lustrafjorden (виступаюче на північ відгалуження найбільшого норвезького фіорду – Согнефіорду).

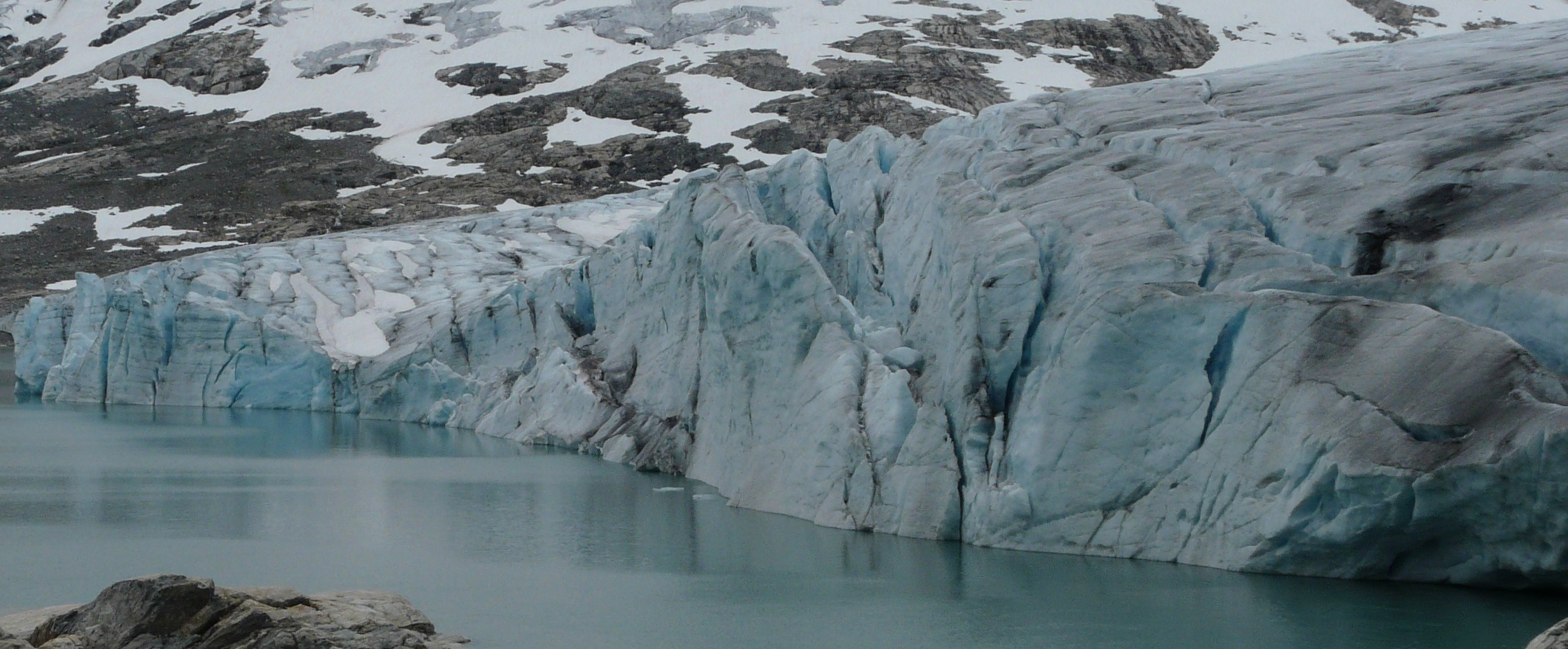
Водосховище Styggevatn

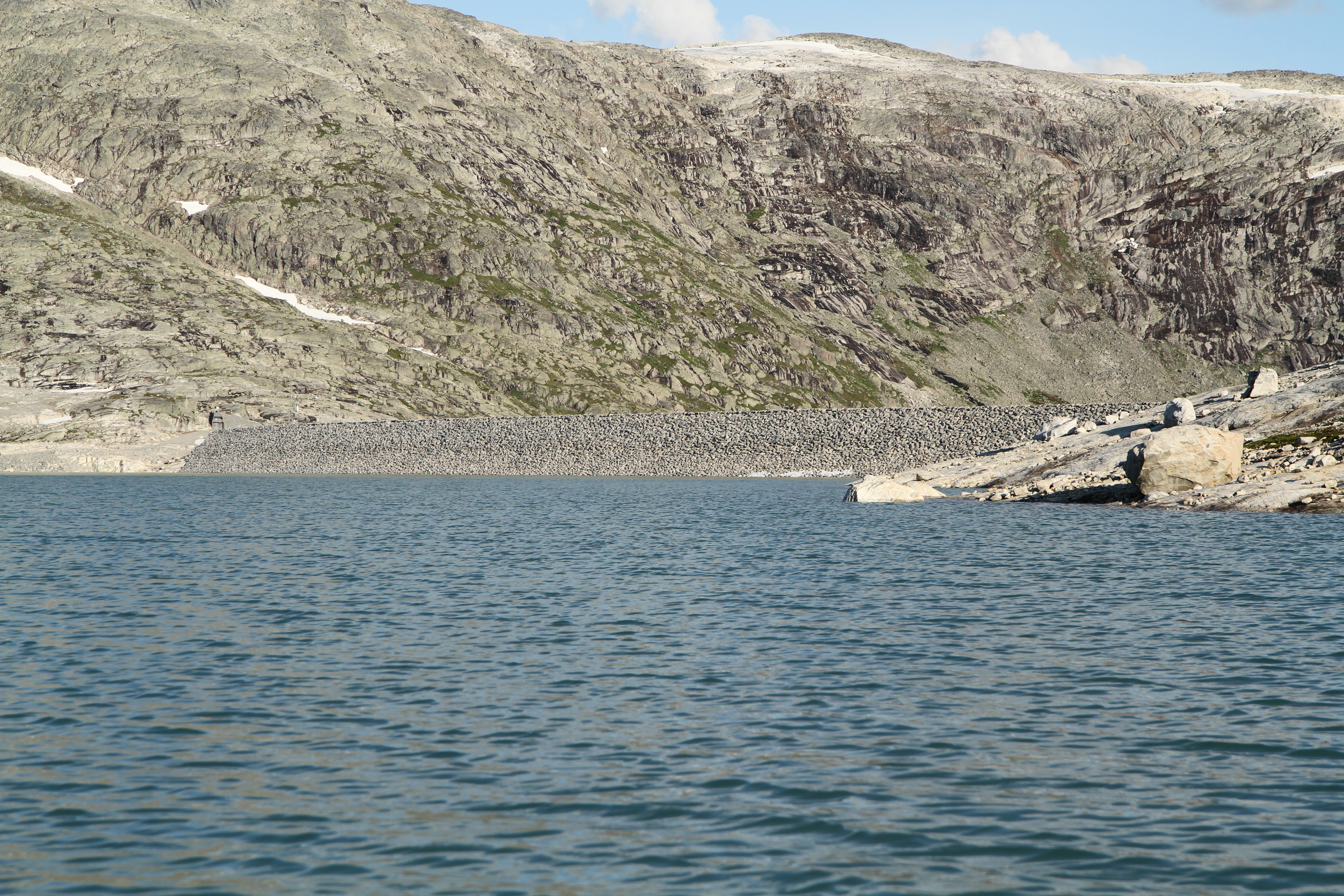
Гребля водосховища Styggevatn

Головним резервуаром проекту є створене у верхів’ї Jostedøla сховище Styggevatn з об’ємом 350 млн м3. Його утримує кам’яно-накидна гребля з асфальтовим ядром висотою 55 метрів, котра дозволила перетворити природну водойму з поверхнею на позначці 1156 метрів НРМ на регульований резервуар з коливанням рівня між 1110 та 1200 метрів НРМ. Як і у багатьох інших норвезьких сховищ, розташування водозабору дозволяє здреновувати водойму нижче природного порогу, при цьому в межах самого Styggevatn на глибині прокладений спеціальний тунель, котрий по’єднує дві котловини (ложа колишніх озер). Через тунель довжиною понад 4 км до Styggevatn також подається додатковий ресурс з чотирьох водозаборів на правих притоках Jostedøla, які впадають у неї дещо нижче за греблю.
Вище по течії є озеро-сховище Kupvatn з можливим коливанням рівня поверхні між позначками 1190 та 1263 метрів НРМ. Воно скидає накопичений ресурс через тунель до Styggevatn, збільшуючи загальний об’єм резервуарів системи до 498 млн м3.
Зі Styggevatn виходить та прямує через лівобережний гірський масив головний дериваційний тунель довжиною понад 30 км. Уздовж його траси розташовані ще 19 водозаборів на лівих притоках Jostedøla, в тому числі з двох невеликих сховищ Sandhaugedalsvatn та Geisdalsvatn.
Машинний зал станції споруджений у підземному варіанті, а доступ до нього здійснюється через тунель довжиною 1,2 км. Він обладнаний двома турбінами типу Пелтон потужністю по 144 МВт, які працюють при напорі у 1188 метрів та повинні забезпечувати виробництво 874 млн кВт-год електроенергії на рік.
Відпрацьована вода прямує до Gaupnefjorden по відвідному тунелю довжиною 15 км, до якого на певному етапі під’єднується аналогічна споруда з ГЕС Leirdola (працює на ресурсі правих притоків Jostedøla). Вихід тунелю в море розташований за 1,5 км від берега на глибині 42 метри. Така схема розроблена для кращого змішування прісної та солоної води, що зокрема запобігає зледенінню фіорда.